# Pax Schweizerische Lebensversicherungs-Gesellschaft
Die Pax, Schweizerische Lebensversicherungs-Gesellschaft AG ist eine private Versicherungsgesellschaft mit Sitz in Basel am Aeschenplatz. Das 1876 gegründete Unternehmen ist vor allem auf dem Gebiet der Personenversicherung tätig und ist eine 100-prozentige Tochter der Genossenschaft Pax Holding. Der Name Pax wird seit 1936 getragen. Diese ist 100-prozentige Eigentümerin der Pax Asset Management AG, Basel, und hält als Konzernmutter eine Mehrheitsbeteiligung von 60,84 Prozent an der Simpego Versicherungen AG.

## Unternehmensorganisation und -zweck

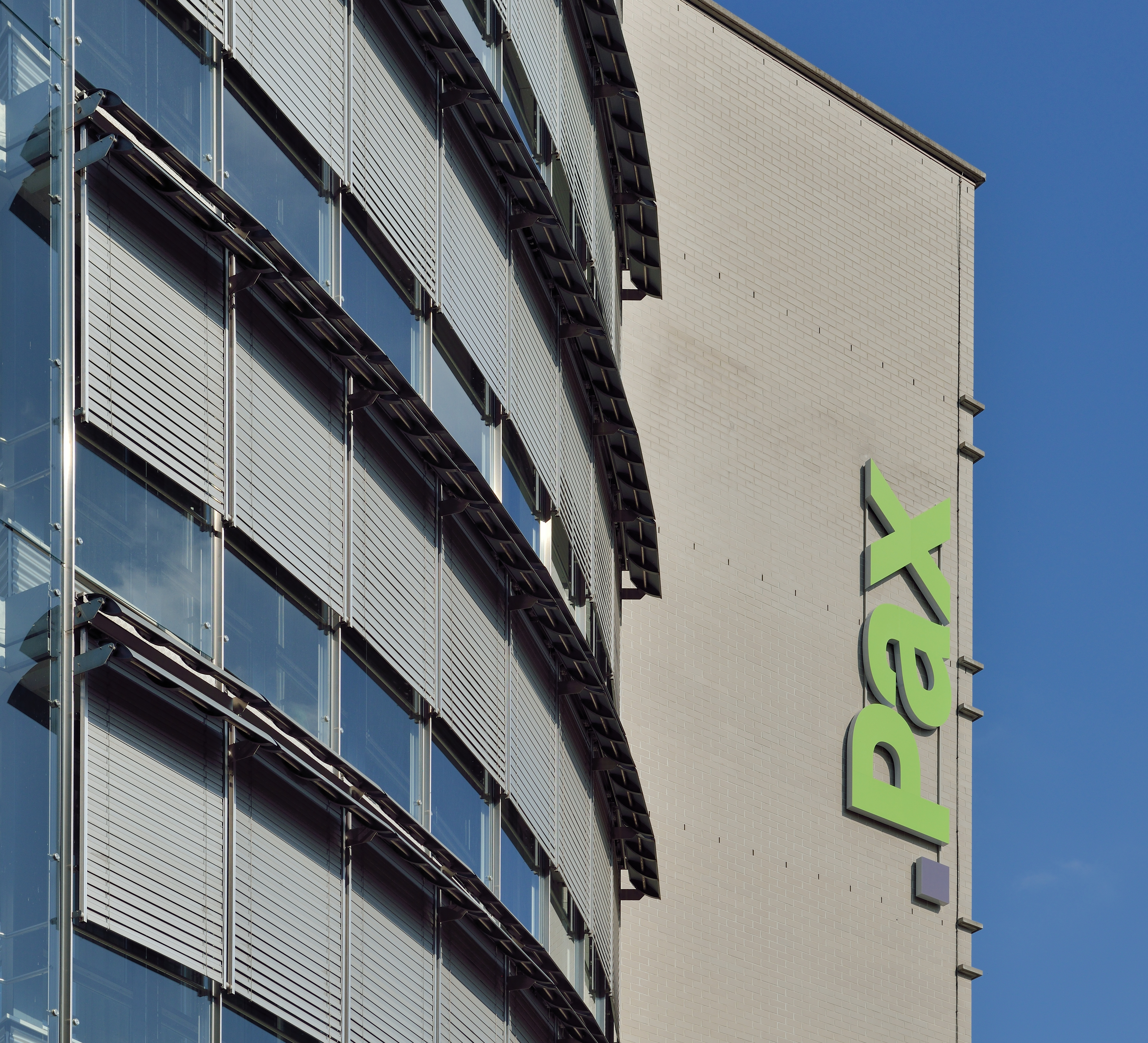
Der Basler Unternehmenssitz von Pax mit Logo

### Organisation
Pax gehört zu 100 % der genossenschaftlich organisierten Dachgesellschaft Pax Holding. Die drei Organe von Pax sind die Generalversammlung, der Verwaltungsrat und die Revisionsstelle. Der Verwaltungsrat setzt sich aus fünf bis neun Mitgliedern zusammen, die Genossenschafter der Pax Holding sein müssen.
Pax wird operativ von einer sechs Mitglieder starken Geschäftsleitung geleitet. Sie bestehen aus:
- Peter Kappeler, Vorsitz (CEO)
- Daniel Mutz (Leiter Departement Vertrieb & Marketing)
- Christoph Jorns (Leiter Departement Finanzen)
- Roland Ingold (Leiter Departement IT)
- Yvonne Häring (Leiterin Produkte & Aktuariat)
- Christin Isabell-Henn (Leiterin Operations)

Die Gruppen- und Kapitalstruktur von Pax:
|  |  |                                                                |                                                                |                                                                |                                                                |                                                                |                                                                |  |  | Pax Holding, Basel (Genossenschaft)                                               |                                                                                   |                                                                                   |                                                                                   |                                                                                   |                                                                                   |  |  |                                          |                                          |                                          |                                          |                                          |                                          |
|  |  |                                                                |                                                                |                                                                |                                                                |                                                                |                                                                |  |  |                                                                                   |                                                                                   |                                                                                   |                                                                                   |                                                                                   |                                                                                   |  |  |                                          |                                          |                                          |                                          |                                          |                                          |
|  |  |                                                                |                                                                |                                                                |                                                                |                                                                |                                                                |  |  |                                                                                   |                                                                                   |                                                                                   |                                                                                   |                                                                                   |                                                                                   |  |  |                                          |                                          |                                          |                                          |                                          |                                          |
|  |  | Pax Asset Management AG, Basel Aktienkapital 1.5 Mio. CHF 100% | Pax Asset Management AG, Basel Aktienkapital 1.5 Mio. CHF 100% | Pax Asset Management AG, Basel Aktienkapital 1.5 Mio. CHF 100% | Pax Asset Management AG, Basel Aktienkapital 1.5 Mio. CHF 100% | Pax Asset Management AG, Basel Aktienkapital 1.5 Mio. CHF 100% | Pax Asset Management AG, Basel Aktienkapital 1.5 Mio. CHF 100% |  |  | Pax, Schweizerische Lebensversicherungs AG, Basel Aktienkapital 120 Mio. CHF 100% | Pax, Schweizerische Lebensversicherungs AG, Basel Aktienkapital 120 Mio. CHF 100% | Pax, Schweizerische Lebensversicherungs AG, Basel Aktienkapital 120 Mio. CHF 100% | Pax, Schweizerische Lebensversicherungs AG, Basel Aktienkapital 120 Mio. CHF 100% | Pax, Schweizerische Lebensversicherungs AG, Basel Aktienkapital 120 Mio. CHF 100% | Pax, Schweizerische Lebensversicherungs AG, Basel Aktienkapital 120 Mio. CHF 100% |  |  | Simpego Versicherungen AG, Zürich 60,25% | Simpego Versicherungen AG, Zürich 60,25% | Simpego Versicherungen AG, Zürich 60,25% | Simpego Versicherungen AG, Zürich 60,25% | Simpego Versicherungen AG, Zürich 60,25% | Simpego Versicherungen AG, Zürich 60,25% |

### Zweck
Die Pax Schweizerische Lebensversicherungs-Gesellschaft AG vertreibt private und berufliche Lebensversicherungen auf dem Schweizer Markt. Sie trat bisweilen im geringen Masse auch im Rückversicherungsgeschäft in diesem Versicherungszweig auf. Die Vollversicherungen von Pax sind ein wichtiger Ertragspfeiler, etwa 2018 mit einem Prämienaufkommen von 521 Millionen Franken. In dem Bereich der beruflichen Vorsorge zählt Pax zu den wenigen verbliebenen Schweizer Anbietern.

## Geschichte

### Ab 1870: Vorgängergesellschaften
Als Vorläufer der heutigen Pax gilt der am 1. Juli 1870 gegründete Lebensversicherungsverein der Beamten und Angestellten des Postkreises St. Gallen. Die Sterbekasse war nach dem Umlageverfahren finanziert. 1876 kam es in Basel zur Neugründung unter dem Namen Versicherungs-Verein der eidgenössischen Beamten und Bediensteten für die gesamte Schweiz. Die erste Leitung des Unternehmens hatte der Zentralpräsident Mathias Jenny inne. Neue Bereiche wurden mit den Angestellten des Zollkreises in Schaffhausen und Angestellte der Bundesverwaltung in Bern gegründet. 1886 trat das Bundesgesetz über die Beaufsichtigung von Privatunternehmen in Kraft, woraufhin die Gesellschaft auf dem Gebiet des Versicherungswesens ihre Statuten änderte und sich erstmals in Form einer Genossenschaft organisierte. Die am 26. November vom Bundesrat erteilte Genehmigung für den Betrieb einer Lebensversicherung galt zunächst für sechs Jahre. Das Geschäft wurde anfangs in den Räumen der Wohnung des Zentralpräsidenten abgewickelt, eine zunehmende Arbeitslast erforderte jedoch den Umzug des Vereinsbüros in neue Räumlichkeiten in der Schützenmattstrasse. Mit der Erweiterung des Beamtenkreises kam es 1891 zur erneuten Umbenennung als Schweizerischer Lebens-Versicherungs-Verein (SLVV).
Nach dem Ersten Weltkrieg wurde die Organisationsstruktur reformiert, was zu einer Stärkung des Mitspracherechtes der Personalverbände und Genossenschafter führte. Mit Einführung der Versicherungskasse des Personals der Allgemeinen Bundesverwaltung fiel ab dem 1. Januar 1921 die Kundengrundlage und die bis dahin bestandene Bundessubvention weg, so dass sich die SLVV neu ausrichten musste. Die Versicherungsgesellschaft beschloss infolgedessen seine Geschäftstätigkeit auf die gesamte Schweizer Bevölkerung auszuweiten. 1926 erwarb die SLVV die alte Simon’sche Villa am heutigen Aeschenplatz und verlegte ihren Hauptsitz dorthin.

### Ab den 1930er-Jahren: Umfirmierung auf Pax

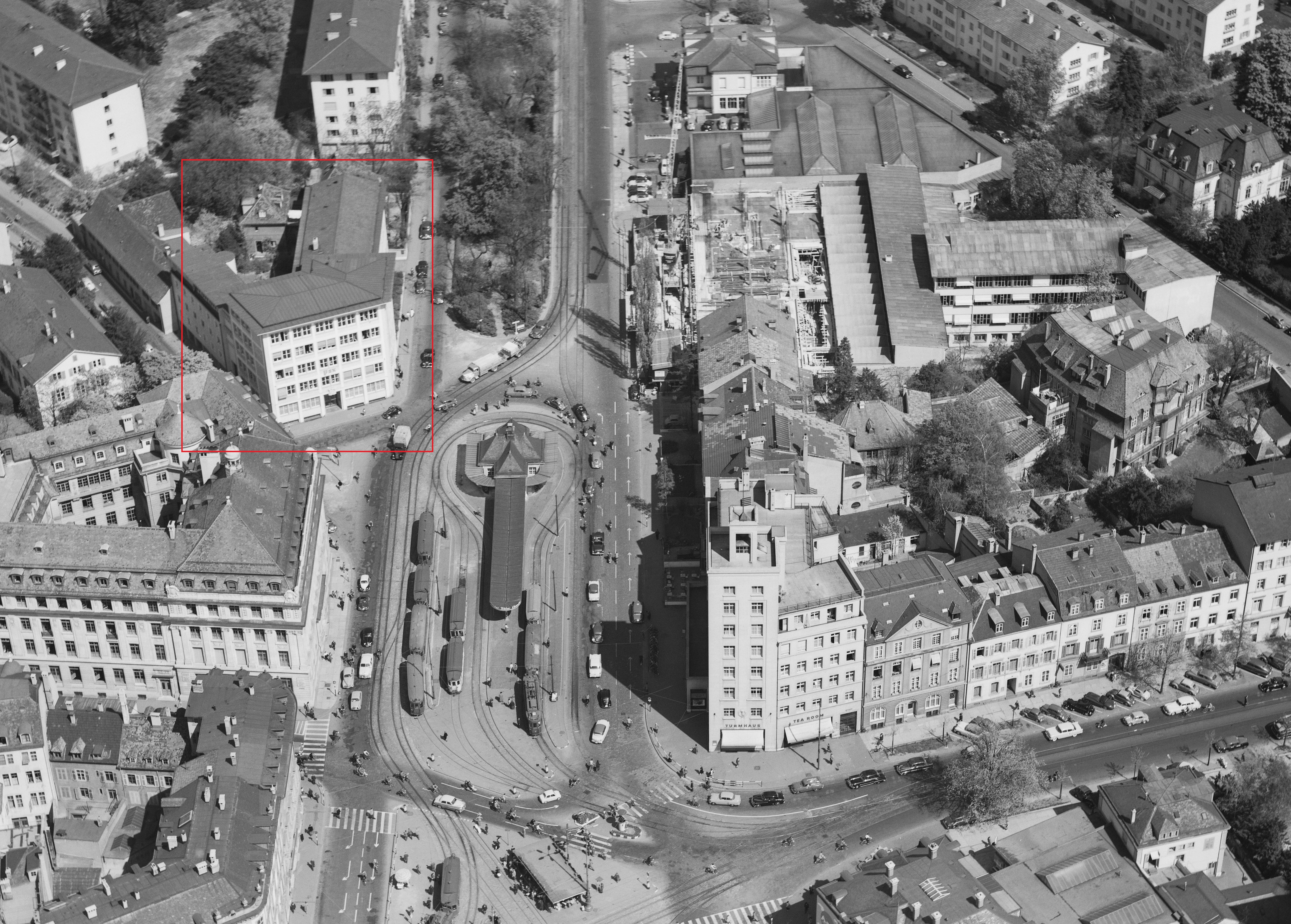
Zentrale von Pax am Aeschenplatz im Jahr 1955, Bildmitte: Turmhaus

1936 kam es zur Umfirmierung in Pax, Schweizerischer Lebens-Versicherungs-Verein. Die Neuordnung des Schweizer Obligationenrechts 1937 führte zur Überarbeitung der Statuten, die am 1. Januar 1942 in Kraft traten. Als Genossenschaft wurde die künftige Pax, Schweizerische Lebensversicherungs-Gesellschaft von der Delegiertenversammlung als obersten Organ verwaltet. Die Simon’sche Villa wich 1950 einem fünfgeschossigen Neubau.
1951 führt die Pax als erste Gesellschaft der Schweiz die Überschussbeteiligung für Leibrenten ein. Aufgrund gestiegener Arbeitslast wurden zur rationelleren Verarbeitung von Massenarbeiten das Hollerith-Lochkartensystem eingeführt und in dieser Konsequenz eine Fünftagewoche und eine betriebseigene Kantine eingerichtet.
1957 gründete die Pax eine Stiftung zur Förderung der Personalvorsorge in Gewerbe, Handel und den freien Berufen in Basel und bot damit Jahrzehnte vor der Einführung des Beruflichen Vorsorge-Gesetzes Vollversicherungen an. Durch Beteiligung an Wertsteigerungen von Anlagen in guten Liegenschaften sollte die verstärkte inflationsbedingte Entwertung des Versicherungssparens teilweise kompensiert werden. Aus diesem Grund kam es 1959 zur Gründung der Pax-Anlage AG. 1963 wurde die Liegenschaftsabteilung ausgegliedert und rechtlich in eine selbständige Gesellschaft umgewandelt; die Immotest Bau- und Verwaltungs-AG, die später Pax Verwaltungen AG hiess und 2019 aufgelöst wurde. Mit der Umwandlung 1963 einhergehend entstanden Pläne, die Geschäftstätigkeit auf Westdeutschland und West-Berlin zu erweitern. Am 15. Juni 1964 erhielt die Pax die Bewilligung, die Geschäftstätigkeit in Deutschland auszuüben und gründete damit eine Niederlassung in München. Die steigende Belegschaft erforderte eine Erweiterung des Pax-Gebäudes um drei Stockwerke. 1978 überstieg erstmals die Bilanzsumme eine Milliarde Schweizer Franken.

### 1980er- und 1990er-Jahre: Weiteres Wachstum, Neubau des Hauptsitzes

Das von 1986 bis 2014 verwendete Logo

1981 wurde Melanie Münzer-Meyer zur Präsidentin des Verwaltungsrats gewählt und blieb es bis 1990; diese Personalie erhielt mediale Aufmerksamkeit, da sie die erste Frau an der Spitze einer Schweizer Assekuranz war. 1986 stellte sich die Aufgabe, den durch angewachsenen Personalbestand entstandenen Raumbedarf durch einen Erweiterungsbau zu decken. Das Unternehmen hatte in den letzten neun Jahren seine Bilanzsumme auf über zwei Milliarden Franken verdoppelt. Im selben Jahr standen ab dem 1. April zwei Generaldirektoren an der Spitze der Geschäftsleitung. Das Unternehmen führte ein neues Logo ein, bei dem der Schriftzug PAX in Versalien kursiv gesetzt war.
1994 bot die Pax eine der ersten fondsgebundenen Lebensversicherungen auf dem Schweizer Markt an. Diese entstanden in Zusammenarbeit mit der Bank Sarasin. 1996 wurde die Genossenschaft in eine Holding-Gesellschaft überführt. Die Versicherungsbestände der Aktiengesellschaft Pax, Schweizerische Lebensversicherungs-Gesellschaft konnten damit überführt werden. Als weiteres Standbein von Pax fungierte fortan die börsenkotierte Pax Anlage AG. Die Statuten der Holding wurden so gestaltet, dass die Unabhängigkeit von Pax sichergestellt werden konnte. 1994 vereinbarte die Pax eine Partnerschaft mit der deutschen Nürnberger Versicherung und wurde Minderheitsbeteiligte bei der Versicherung Garanta (Schweiz). 1995 überstieg die Bilanzsumme die Marke von vier Milliarden Franken.
1996 übernahm die Nürnberger Versicherung die Aktienmehrheit der 1964 in Deutschland gegründeten und 1991 in eine Aktiengesellschaft überführten Pax Deutschland mit Sitz in München.

Nach einer zweijährigen Wettbewerbsphase wurde am Aeschenplatz in den Jahren 1992 bis 1997 in zwei Bauphasen das neue achtgeschossige Verwaltungshochhaus erbaut. Das Pax-Gebäude vereint einen Teil des 1950 erbauten Hochhauses mit einem verglasten, zum Aeschenplatz hin gebogenen Baukörper, der als V-förmige Bindeglied zwischen den zwei Flügeln des Altbaus fungiert. Der Neubau wurde vom Basler Architektenbüro Bürgin Nissen Wentzlaff gestaltet. Während der Altbau überwiegend aus einer Klinkerfassade besteht, sind Glas und Stahl die vorherrschenden Materialien des modernen Neubaus. Neben Buchenholz wurde auch Granit als Baumaterial verbaut. 

### 21. Jahrhundert: Restrukturierung

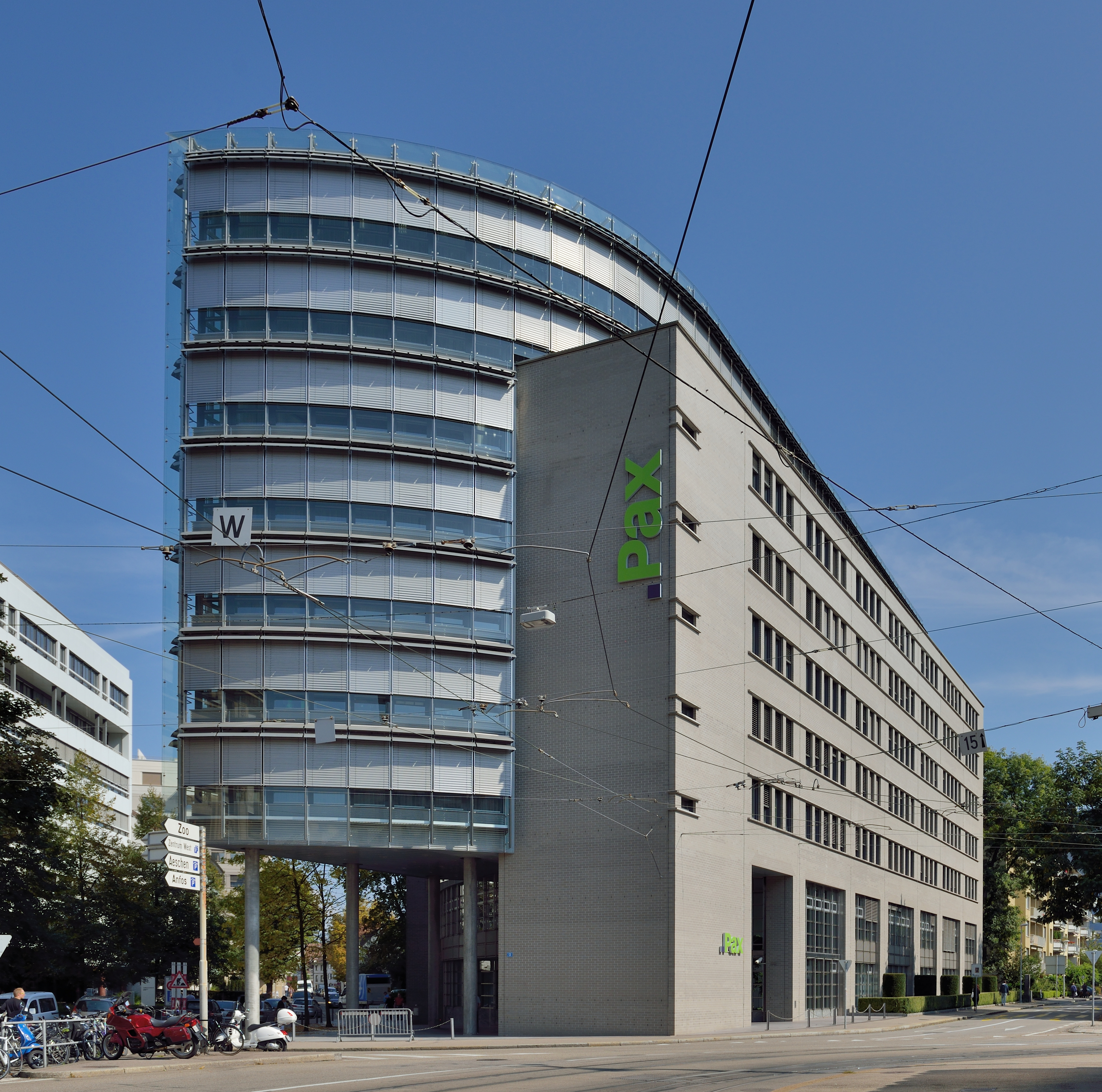
Das Pax-Gebäude am Basler Aeschenplatz ist Hauptsitz von Pax

In den Jahren 2004/2005 kam es zur Umgestaltung der Strukturen, unter anderem wurde die Geschäftsleitung verkleinert. 2010 führte die Gesellschaft die bis dahin angestellten Aussendienstmitarbeiter in die Selbständigkeit über und baute damit auf ein Vertriebsnetz auf, welches aus unabhängigen Maklern und Partnern besteht.
Im Oktober 2016 gründete die Pax Holding das InsurTech-Unternehmen Creadi AG, um sich mit den digitalen Geschäftsmodellen in der Versicherungsbranche zu befassen. 2017 verkaufte die Gesellschaft aus strategischen Gründen die Mehrheitsbeteiligung an der Pax Anlage AG, um sich stärker auf ihre Kernaufgaben zu konzentrieren. Im Oktober 2017 wurde das Aktienkapital der Pax Holding von 60 Mio. auf 120 Mio. Schweizer Franken erhöht. Die Einlage für die Kapitalerhöhung leistete die Pax Holding als Alleinaktionärin aus ihren eigenen Mitteln. Ebenfalls im November 2017 übernahm die Pax zudem zunächst 25 % des Online-Direktversicherers Dextra Versicherungen AG (heute Simpego Versicherungen AG). Aus dem Engagement versprach sich das Unternehmen einen stärkeren Kundenzugang und eine Verbreiterung der Ertragsbasis. Die Beteiligung wurde im Oktober 2018 durch eine Kapitalerhöhung auf 37 % erweitert, die 2022 auf 60,25 % erhöht wurde.
Im Jahr 2020 begann die Gesellschaft ihre IT-Struktur in eine Cloud zu verlagern, dieser Prozess wurde 2022 abgeschlossen. Im April 2020 nahm die neu gegründete Pax Asset Management AG, eine hundertprozentige Tochter der Pax Holding, ihren Geschäftsbetrieb auf. Sie verwaltet ein Vermögen von etwa 9 Milliarden Franken in unterschiedlichen Fonds und dient der neu angebotenen anteilsgebundenen beruflichen Vorsorgeversicherung.
Das 2016 gegründete Unternehmen Creadi AG wurde Ende 2023 in die Pax Lebensversicherung integriert. Der Schwerpunkt von Creadi lag auf dem Onlinegeschäft, das seit der Integrierung von Creadi nur noch unter der Marke Pax läuft.

## Leitung
Die Leitung von Pax bzw. ihrer Vorgängergesellschaften hatten seit ihrem Bestehen 1876 folgende Direktoren inne:
| Amtszeit  | Name                 |
| --------- | -------------------- |
| 1876–1903 | Mathias Jenny        |
| 1903–1917 | Arnold Gürtler       |
| 1918      | Felix Gschwind       |
| 1919–1949 | Theodor Lüdin        |
| 1949–1975 | Wilhelm Lützelschwab |
| 1975–1978 | Armin Gfeller        |
| 1978–1986 | Anton Fehr           |
| 1986–1995 | Heinz Buser          |
| 1995–2007 | Hans Weber           |
| 2007–2011 | Paul Schneider       |
| Seit 2011 | Peter Kappeler       |

## Unternehmenskenndaten
Die Unternehmenszahlen für das Jahr 2024:
- Eigenkapital Pax Gruppe: 789 Mio. Franken
- Prämieneinnahmen gesamt: 889 Mio. Franken
  - Prämien Private Vorsorge: 448 Mio. Franken
  - Prämien Berufliche Vorsorge: 441 Mio. Franken

- Kapitalanlagen: 7'459 Mio. Franken
- Festverzinsliche Wertpapiere: 4'442 Mio. Franken

- Versicherungsleistungen brutto: 737 Mio. Franken
- Jahresgewinn der Gruppe: 27 Mio. Franken
- Bilanzsumme: 9'384 Mio. Franken

## Logo und Corporate Design
Das ab dem 11. September 2014 eingeführte Logo von Pax zeigt in seiner Grundform den Schriftzug Pax in Gross- und Kleinschreibung in Hellgrün und Fettschrift. Links vom Schriftzug befindet sich ein Punkt in der Farbe Prune (dunkles Blauviolett). Die beiden Markenfarben werden durch Claire und Orange ergänzt. Als weitere Ergänzungsfarben nutzt das Unternehmen fünf Grautöne. Die schriftliche Unternehmenskommunikation wird in der Standardschrift Segoe UI geführt. Der Claim der Marke Pax lautet «Vorsorge auf den Punkt gebracht».

## Sponsoring
Pax unterstützt die Swiss Sustainability Challenge (SSC) der Fachhochschule Nordwestschweiz. Dabei handelt es sich um einen Wettbewerb, der Projekte unterstützt, die einen Beitrag zu ökologischer und sozialer Nachhaltigkeit leisten sollen. Darüber hinaus unterstützt die Gesellschaft die Jass-Sendungen im Schweizer Fernsehen sowie drei Turniere für junge Spieler. Seit seiner ersten Ausgabe 2018 sponsert Pax das von Vincent Perez organisierte Filmfestival „Rencontres 7ème Art“ in Lausanne. 2023 sponserte Pax erstmals den Hackathon BaselHack in Basel.
Die Art Foundation Pax ist eine Stiftung zur Förderung der digitalen Kunst, finanziell unterstützt von Pax. Nach ihrer Gründung 2017 vergab sie im Juni 2018 erstmals den jährlichen Preis Pax Art Awards. Mit diesem Preis für digitale Kunst zeichnet die Art Foundation Pax in Zusammenarbeit mit dem Haus für elektronische Künste Basel Schweizer Künstler aus, deren Werke digitale Medien nutzen oder diese reflektieren.